# Тепляков, Виктор Григорьевич
Ви́ктор Григо́рьевич Тепляко́в (15 (27) августа 1804, Тверь, Российская империя — 2 (14) октября 1842, Париж, Франция) — русский поэт «золотого века», путешественник, дипломат, масон.

## Биография
Родился 15 (27) августа 1804 года. Его родители — тверские помещики Григорий Алексеевич и Прасковья Агеевна (урожд. Свечина) Тепляковы, усадьба которых — Дорошиха — находилась в нескольких верстах от Твери, неподалёку от тракта Москва — Петербург. Имел двух младших братьев: Алексей публиковал прозаические произведения и занимался изданием книг Виктора, Аггей привлекался к дознанию по делу декабристов.
В детские годы получил домашнее образование, с 10 лет продолжил обучение в Благородном пансионе при Московском университете. После окончания пансиона в 1820 году Тепляков выбрал военную карьеру и был зачислен юнкером в Павлоградский гусарский полк. Через два года он получил чин корнета, а ещё через два — первый офицерский чин и стал поручиком. В полку сблизился с масоном П. П. Кавериным. Продолжить военную службу Теплякову не позволило здоровье и, выйдя в отставку в 1825 году, он поехал в Петербург.
В российской столице он познакомился с декабристами. Был посвящен в масонство декабристом П.П. Кавериным. В 1826 году на Теплякова донёс священник, которому он исповедался. После обыска и раскрытия его принадлежности к масонству, а также за «неприсягу» Николаю I арестован вместе с братом Аггеем и заключён в Петропавловскую крепость. В крепостном каземате Tепляков заболел и был отправлен в военный госпиталь. По выздоровлении по Высочайшему повелению его перевели в Александро-Невскую лавру на церковное покаяние.
Здоровье его было подорвано, и в конце 1826 года Тепляков обратился к императору Николаю I с прошением о переводе из лавры и разрешении жить в тёплых краях. Местом ссылки ему определили Херсон, по прибытии в который он увлёкся археологией. В июне 1827 года обратился с прошением на высочайшее имя. Ему были возвращены чины, оказана денежная помощь, разрешено поехать в Таганрог для службы в таможне.

### Творческая деятельность

В марте 1829 года, в разгар русско-турецкой войны, добился назначения в штат новороссийского и бессарабского генерал-губернатора М. С. Воронцова и был направлен в Варну с целью отыскания древностей для Одесского музея. Поездка в Болгарию стала важной вехой в творческой биографии Теплякова — свои впечатления от путешествия он отразил в цикле стихов «Фракийские элегии» (1829, полностью изданы в 1836) и в книге «Письма из Болгарии» (1833). По возвращении в мае 1829 года получил разрешение поселиться в Одессе.

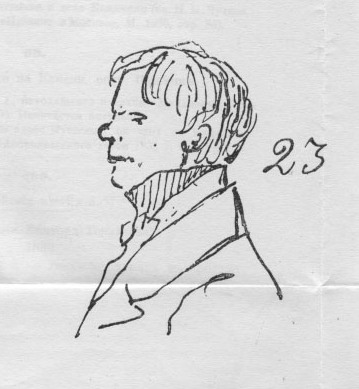
В. Г. Тепляков
Рис. А. С. Пушкина (1836)

В 1832 году вышел первый том «Стихотворений Виктора Теплякова», а в 1836 году — второй том, с предисловием Владимира Одоевского. «Фракийские элегии» высоко оценил А. С. Пушкин в своей рецензии, опубликованной в «Современнике». C Тепляковым Пушкин познакомился лично во время его визита в Петербург в апреле 1835 года, когда Тепляков вёл уже активную литературную жизнь. Он посещал «субботы» В. А. Жуковского, где слушал Н. В. Гоголя («Ревизор») и сам читал отрывки из своих «Фракийских элегий».
С конца 1835 года служил в Министерстве иностранных дел. Тепляков много путешествовал, посетил Константинополь (1834, 1836), Малую Азию, Египет, Сирию и Палестину (1838), Францию, Германию и Италию. В 1837—1838 годах был дипломатическим курьером в Афинах, изучал историю Греции. Но после выхода второй книги стихов он отказался от поэтической деятельности, занялся написанием дневников и писем к брату, в которых описывал свои путешествия. В конце 1839 года перевёлся в Министерство народного просвещения и просил о командировке в Европу, но получил отказ. Тогда он вышел в отставку и в мае 1840 года поехал на собственные средства.
Тепляков всё чаще впадал в хандру и сплин. Он писал брату Алексею из Парижа: «Я видел всё, что только есть любопытного в подлунном мире, и всё это мне надоело до невыразимой степени».
С 1840 года жил в Париже. С мая 1841 года путешествовал по Европе, отчасти в лечебных, отчасти в учёных целях. Побывал в Германии, Швейцарии, Италии (был принят папой Григорием XVI), к концу года вернулся в Париж. 
Умер 2 (14) октября 1842 года его сразил апоплексический удар. Погребён был на Монмартрском кладбище.

## Издания произведений
- Отчет о разных памятниках древности, открытых и приобретенных в некоторых местах Болгарии и Румилии / Представлен е. с. г. Новороссийскому и Бессарабскому ген.-губернатору гр. М. С. Воронцову В. Тепляковым. — Одесса: Гор. тип., 1829. — 13 с., 1 л. илл.
- Письма из Болгарии (Писаны во время кампании 1829 г. Виктором Тепляковым). — М.: Тип. Августа Семена при Мед.-хирург. акад., 1833. — 238 с., 2 л. илл.
- Стихотворения Виктора Теплякова (1824—1831). — М.: Тип. С. Селивановского, 1832. — XII, 196 с.
- Стихотворения Виктора Теплякова: Т. 2. Ч. 1. Фракийские элегии. (Писаны в 1829-м г.). Ч. 2. Стихотворения разных годов. — М.: Тип. С. Селивановского, 1836. — XIV, IV, 194 с.
- «Записки» о Сирии и Палестине (1839) / Предисл. Н. Олферьева // Вестник Европы. — № 10. — 1905.
- Неизданные письма В. Г. Теплякова к князю В. Ф. Одоевскому / Подг. А. А. Тамамшев. — Пг.: Тип. Российской академии наук, 1918. (Отд. оттиск из сборника: Пушкин и его современники: Материалы и исследования. Вып. 29/30. Пг., 1918.)
- Стихи // Поэты 1820—1830-х годов / Вступ. ст. Л. Я. Гинзбург. — Л.: Советский писатель, 1961. (Библиотека поэта).
- Неопубликованное письмо В. Г. Теплякова к кн. И. С. Гагарину / Предисл. и комм. Леонида Черткова // Revue des études slaves. — Vol. 54-3. — 1982. — P. 477—480.
- Письма из Болгарии: Письмо пятое // Проза русских поэтов XIX века / Сост., подготовка текста и примеч. А. Л. Осповата. — М.: Советская Россия, 1982. — С. 19—30.
- Писма от България // Руски пътеписи за българските земи XVII—XIX век / Съст., предговор, коментар Маргарита Кожухарова. — София: Издателство на Отечествения Фронт, 1986. (Отрывки; перевод на болгарский Екатерины Бончевой.)
- Стихи // «Здравствуй, племя младое…»: Антология поэзии пушкинской поры: Кн. III / Сост. и прим. В. Муравьева. — М.: Советская Россия, 1988.